# Huangxing Gongyuan
Huangxing Gongyuan (chiń. 黄兴公园站) – stacja początkowa metra w Szanghaju, na linii 8. Zlokalizowana jest pomiędzy stacjami Xiangyin Lu i Yanji Zhonglu. Została otwarta 29 grudnia 2007.